# Lavasina

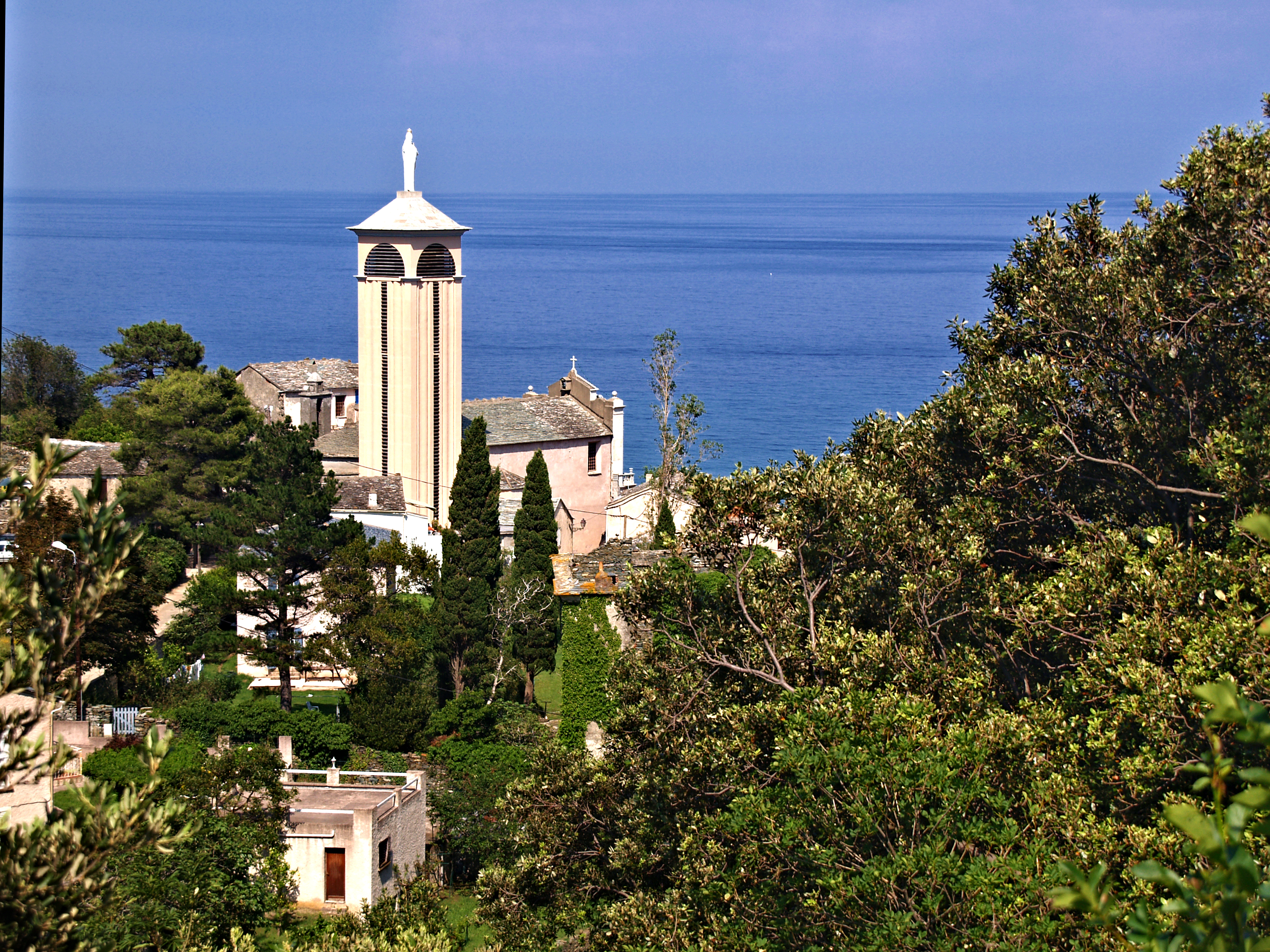
Brando, Notre-Dame de Lavasina.

Le sanctuaire de Lavasina, Notre-Dame des Grâces, se trouve au hameau de Lavasina, sur la commune de Brando, dans le département de la Haute-Corse. Situé sur un promontoire de l’anse de Lavasina, au nord de Bastia, ce sanctuaire est devenu un haut lieu spirituel, parfois surnommé « le Lourdes de la Corse ».

## Histoire

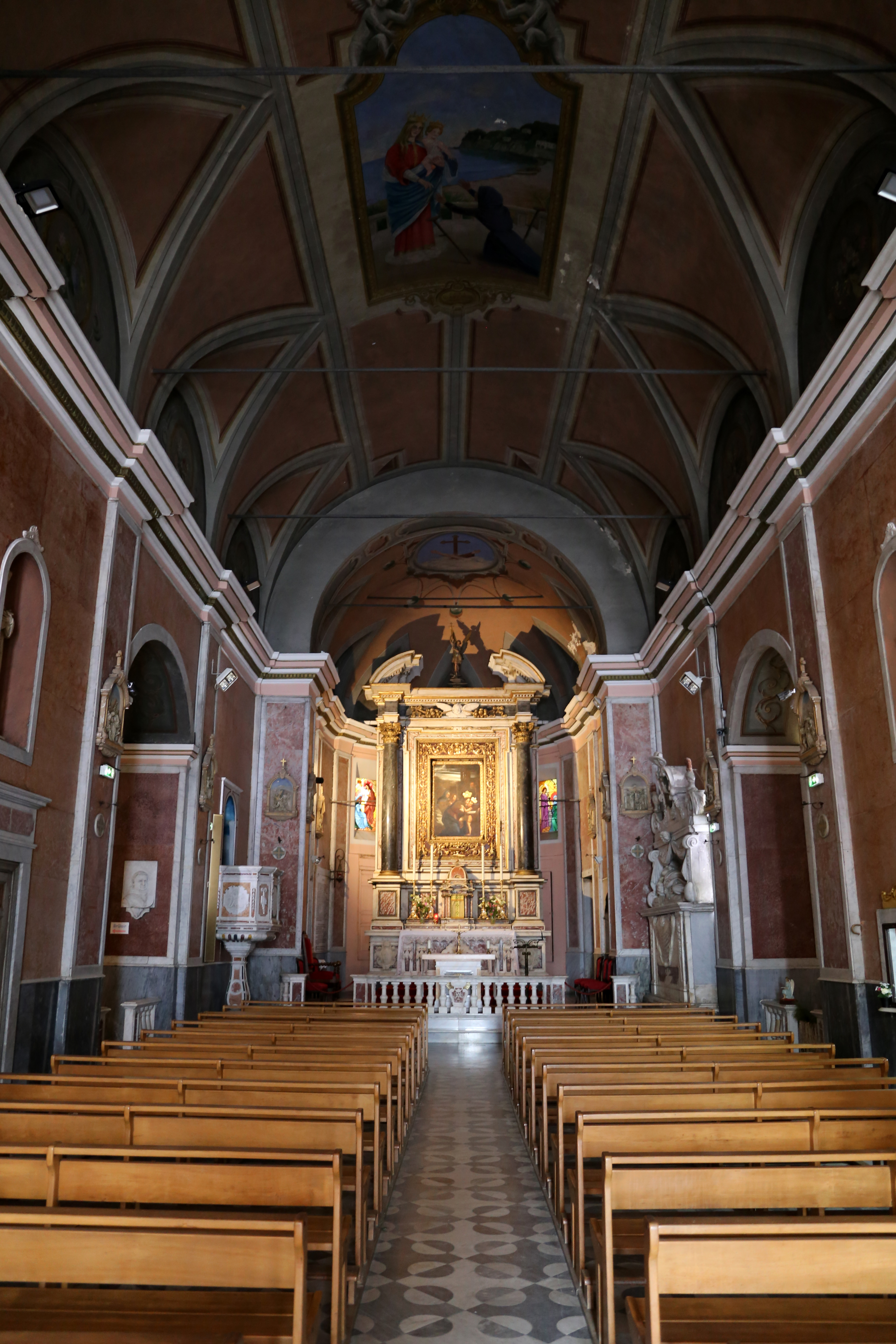
L'intérieur de l'église.

### AuXVIesiècle, la chapelle
Une famille de marins commerçant le vin, les Danese, obtint d'un client de Rome, provisoirement insolvable, un tableau, œuvre anonyme représentant la Vierge Marie. Miraculeusement, les Danese trouvèrent dans l'emballage du tableau la somme exacte, en espèces, de la dette due. Le tableau fut placé sur l'autel de la chapelle.

### Le miracle et l'église-sanctuaire
La légende veut qu'en 1675 se produisit un miracle : une religieuse tertiaire franciscaine de Bonifacio, sœur Marie-Agnès, soit vint en pèlerinage à Lavasina, soit s'y réfugia lors d'une tempête durant une traversée en voilier en direction de Gênes afin de consulter un spécialiste (d'après Toussaint Giovanelli de Brando). Elle souffrait en effet de paralysie des jambes et de convulsions nerveuses. Abritée dans la chapelle, elle fit oindre ses jambes d'huile de la lampe qui éclairait le tableau de la Vierge, et guérit instantanément. La chapelle fut alors érigée par l'Église en église « Notre-Dame des Grâces » — avec le tableau — puis en sanctuaire (célébration le 8 septembre 1677).

### Évolution de l'église et du mythe
En 1779, une procession implorant la cessation d'une sécheresse catastrophique mit fin au fléau, miracle chanté par le poète Giuseppe Giovanelli. L'église-sanctuaire vit se multiplier les ex-voto d'actions de grâces sur ses murs, et des faveurs plus ou moins grandes.
La garde de l'église fut confiée aux Franciscains, mais leur présence fut interrompue de 1903 (loi d'expulsion des congrégations non autorisées) à 1913, puis pérennisée en 1938 lorsque le sanctuaire fut érigé en église paroissiale, desservant les territoires de Lavasina et de Miomo.
Le sanctuaire est devenu un lieu de pèlerinage pour les Corses.

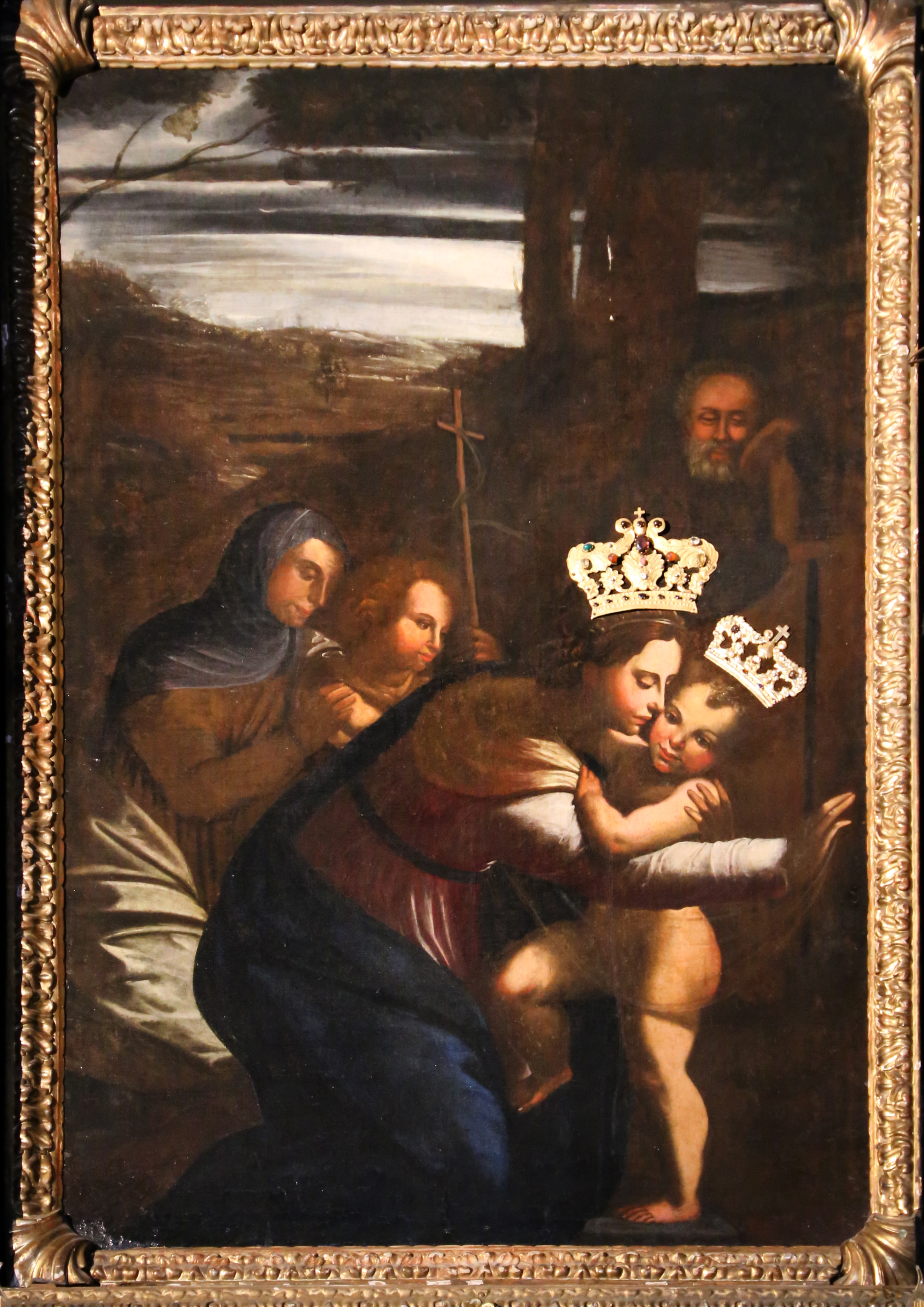
Le tableau à l'origine du sanctuaire.

## Activités
Le sanctuaire est un couvent de franciscains, une église paroissiale. Outre les messes, les manifestations comprennent notamment une fête mariale le 8 septembre, célébrant la Nativité de Marie (Nativita di a Madonna), où se chante le Dio vi salvi Regina, l'hymne corse à la Vierge. Une procession débute au nord de Bastia et s'effectue, pieds nus, jusqu'au sanctuaire de Notre-Dame de Lavasina et son tableau miraculeux placé au dessus de l'autel.